# Quartier Fontaine d'Ouche-Faubourg Raines-Larrey-Motte Giron
Ne doit pas être confondu avec Fontaine-lès-Dijon.
Le quartier de la Fontaine d'Ouche-Faubourg Raines-Larrey-Motte Giron est un des neuf quartiers administratifs de Dijon situé à l'Ouest de la ville. Il est découpé en plusieurs secteurs : Faubourg Raines, Fontaine d'Ouche, Larrey, Marcs d'Or ainsi que la Motte Giron.

## Situation
Ce quartier situé à l'ouest de Dijon, à l'amorce de la vallée de l'Ouche, est caractérisé par son relief et la présence de très grands espaces naturels dont certains ont été réaménagés et mis en valeur par la ville pour une meilleure utilisation des promeneurs. Il regroupe cinq quartiers distincts.

## Description

### Secteur Fontaine d'Ouche
La construction du quartier de Fontaine d'Ouche est liée à un vaste projet d'aménagement urbanistique lié à la création du lac Kir au début des années 1960. Afin de permettre sa construction, il est convenu avec l’État, à la suite d'une visite à Dijon du ministre de la Construction Pierre Sudreau, d'intégrer le projet dans un vaste plan moderne d'urbanisation: la "ZUP du futur lac de Dijon", comme l'annonce Les Dépêches en 1962, comprend alors la construction de 11 500 logements sur trois sites : 
- le plateau de la Cras (le projet ne verra jamais le jour)
- Talant (le projet verra le jour quelques années plus tard avec la construction du Belvédère)
- Fontaine d'Ouche

Sous la houlette de Gabriel Parlos et Georges Massé, le quartier sort de terre à partir de 1966. Les premiers habitants emménagent lors de l'achèvement de la première tour au cours de l'année 1968, et le quartier est officiellement inauguré le 15 octobre 1968. Il est composé en grande partie de tours d'immeubles (logements sociaux et copropriétés).

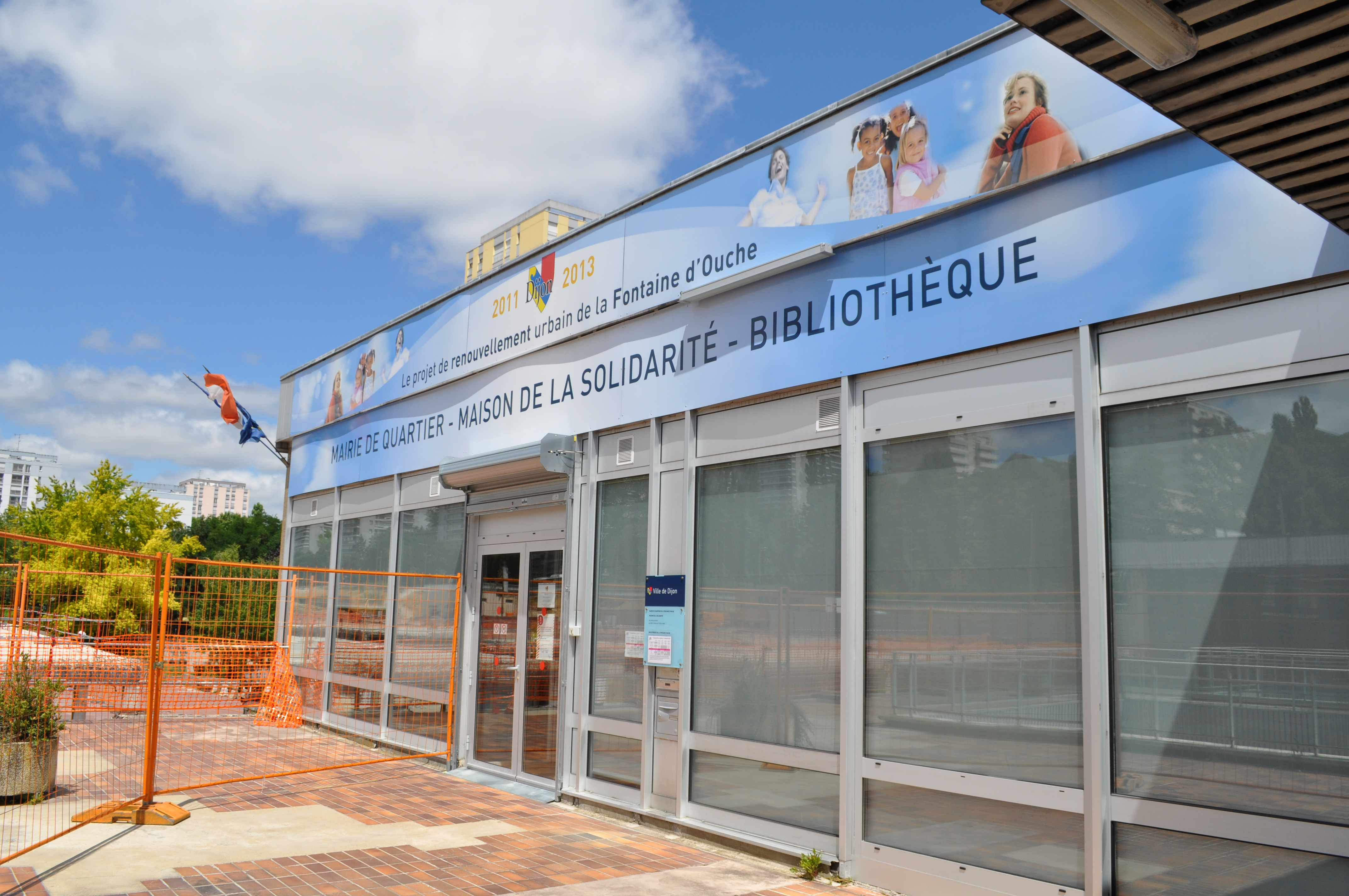
Mairie de quartier - Maison de la solidarité - Bibliothèque de la Fontaine-d'Ouche.

Ce quartier rassemble de nombreux équipements publics (groupes scolaires, centre social, salles de spectacles, maison du quartier, mairie annexe, centre sportif, crèche, bibliothèque) et un centre commercial couvert. L’ensemble est totalement terminé en 1972 avec l’inauguration du centre commercial de la Fontaine d’Ouche (aujourd’hui détruit et remplacé par un nouveau centre commercial dans le cadre du renouvellement urbain du quartier).
Le quartier est inscrit dans les quartiers prioritaires de la politique de la ville, avec 6 952 habitants en 2018.
Ce quartier est bien connu des vttistes locaux qui y trouvent des spots variés (naturels dans les combes ou urbains) pour s’adonner a des pratiques Freeride ou Street.
Certains parcours sont balisés d’un marquage jaune et marron.

### Secteur  Marcs d'Or
Les Marcs d'Or est un quartier comportant des logements sociaux dont des pavillons ainsi que qu'un lycée professionnel.

### Secteur Larrey
Le quartier de Larrey est un quartier pavillonnaire contenant l'ancien prieuré médiéval de Larrey qui fut transformé en demeure bourgeoise et dispose d'un parc de style paysager, il a été restauré et ouvert au public en 1982.

### Secteur Motte Giron
La Motte Giron est situé sur les hauteurs de Dijon, il est composé par le fort de la Mont-Giron et est principalement un quartier de type résidentiel. La culture viticole y est implantée et appartient notamment au domaine du Vieux Collège à Marsannay-la-Côte et au domaine Clos Saint-Louis à Fixin.

## Infrastructures

### Bibliothèques
- Bibliothèque Fontaine d'Ouche

### Écoles
- École élémentaire Alsace
- École élémentaire Buffon
- École élémentaire Champs-Perdrix
- École élémentaire de plein air
- École élémentaire Jean-Baptiste Lallemand
- École maternelle Anjou
- École maternelle Colette

### Collèges et Lycées
- Collège Gaston Bachelard
- Collège Jean-Philippe Rameau
- Lycée Professionnel des Marcs d'Or

### Lieux de culte
- Chapelle Saint Joseph de Cottolengo
- Eglise Elisabeth de la Trinité
- Eglise protestante évangélique
- Église Sainte-Chantal

### Musées
- Muséum d'histoire naturelle

### Parcs et jardins
- Combe Persil
- Combe à la Serpent
- Jardin botanique de l'Arquebuse
- Jardin du ruisseau de la Fontaine d'Ouche
- Lac Kir
- Square de Bourges
- Square du Chambertin
- Square du Château de Larrey
- Square des Coteaux de Giron
- Square de la Combe à la Serpent
- Square Sainte-Chantal

### Salles de spectacle
- Théâtre de la Fontaine d'Ouche

### Sport
- Base nautique du lac Kir
- Mini-golf du lac Kir
- Piscine de la Fontaine d'Ouche
- Tennis du Lac